# Liste der Bodendenkmale in Gollenberg (Havelland)
Die Liste der Bodendenkmale in Gollenberg enthält alle Bodendenkmale der brandenburgischen Gemeinde Gollenberg und ihrer Ortsteile auf der Grundlage der Landesdenkmalliste vom 31. Dezember 2020.
Die Baudenkmale sind in der Liste der Baudenkmale in Gollenberg (Havelland) aufgeführt.
| Gemarkung        | Flur | Kurzansprache                                                 | Bodendenkmalnummer | Bemerkung | Bild |
| ---------------- | ---- | ------------------------------------------------------------- | ------------------ | --------- | ---- |
| Neuwerder (Lage) | 6    | Siedlung deutsches Mittelalter                                | 50495              |           |      |
| Stölln (Lage)    | 1, 2 | Dorfkern Neuzeit, Dorfkern Mittelalter, Siedlung Urgeschichte | 50122              |           |      |